# Jacob J. Hinlopen (ca. 1550-1612)
Jacob Jacobsz. Hinlopen (Amsterdam, ca. 1550 - 1613) kwam volgens overlevering uit Brabant en vestigde zich in Naarden. Op 1 december 1572, bij de zogenaamde 'Spaanse moord', wist hij te ontkomen en vluchtte naar Amsterdam. Daar trouwde hij met Lynken Jacobs. Het echtpaar bewoonde het pand met Hinlopen in de gevel, in de bocht van de Nieuwendijk.
Hun oudste zoon Tymen, naar wie mogelijk de Straat Hinlopen bij Spitsbergen is vernoemd, werd bewindhebber van de Noordsche Compagnie en vestigde zich op de Kloveniersburgwal. Hun tweede zoon Jacob (1582-1629) was een van de medeoprichters van de VOC-kamer te Enkhuizen. Geertruid huwde Jacques Nicquet, de voogd van Gerard en Jan Reynst; hij ging in 1621 failliet. Zijn zwagers probeerden zo veel mogelijk te redden, door de boekhouding te verdonkeremanen en waardevolle voorwerpen uit het huis te halen. Aeltje Hinlopen huwde Bartholomeus Munter, die in 1621 werd verbannen uit de stad, vanwege valsmunterij.